# Carlos Gerardo Russo
Carlos Gerardo Russo (Buenos Aires, Argentina, 3 de febrero de 1961) es un exfutbolista argentino. Jugaba de defensa y militó en diversos clubes de Argentina, Chile y Ecuador.

## Trayectoria

### Clubes
| Club                           | País      | Año       |
| ------------------------------ | --------- | --------- |
| River Plate                    | Argentina | 1981-1982 |
| Platense                       | Argentina | 1983      |
| River Plate                    | Argentina | 1984      |
| Cipolletti                     | Argentina | 1985      |
| Gimnasia y Esgrima de La Plata | Argentina | 1985-1989 |
| Emelec                         | Ecuador   | 1990      |
| Barcelona                      | Ecuador   | 1991      |
| Unión Española                 | Chile     | 1991      |
| San Martín de Tucumán          | Argentina | 1992-1993 |
| Gimnasia y Tiro de Salta       | Argentina | 1993-1995 |

## Fútbol playa
Tras retirarse del fútbol 11, se convirtió en jugador y promotor del fútbol playa en la Argentina, llegando a formar parte de la selección de fútbol playa de Argentina.